# Murat-sur-Vèbre
Murat-sur-Vèbre è un comune francese di 865 abitanti situato nel dipartimento del Tarn nella regione dell'Occitania.

## Società

### Evoluzione demografica

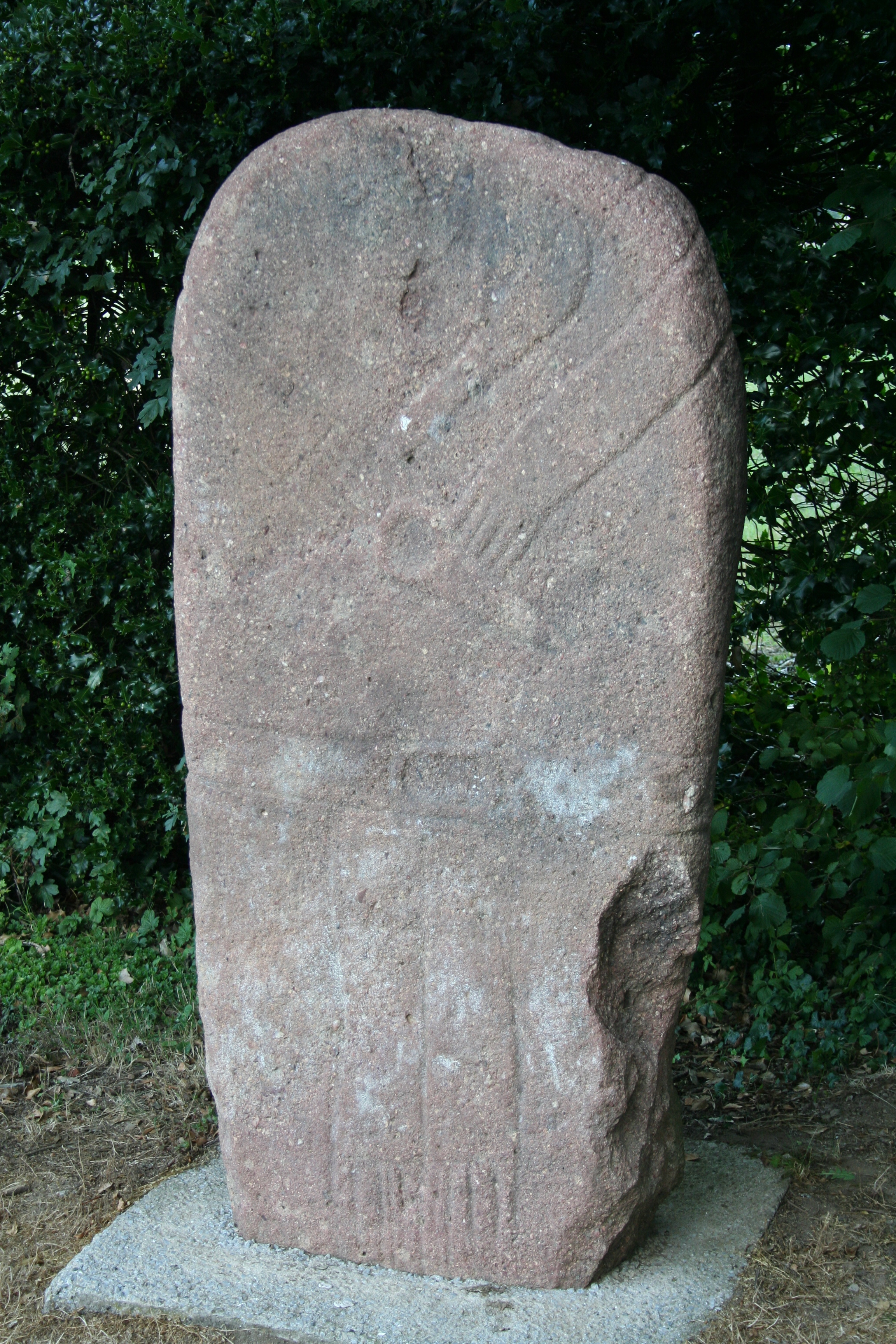
menhir (Paillemalbiau).

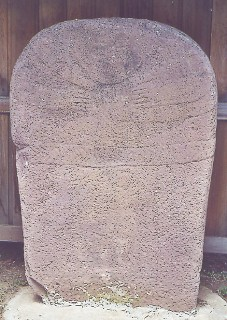
menhir (Moulin de Louat).

Abitanti censiti
- Wikimedia Commons contiene immagini o altri file su Murat-sur-Vèbre